# Brahim Houssein Moussa
Brahim Houssein Moussa (* 15. April 1945 in Ad-Dakhla; † 29. Januar 2021 in Rabat) war ein marokkanischer Botschafter.

## Leben
Er besuchte das Colegio „Jaimes Balmes“ in Las Palmas de Gran Canaria. Er wurde zum Doktor der Medizin an der Universität Complutense Madrid promoviert. Im Dezember 1974 begleitete der junge Arzt Brahim Moussa Hussein eine saharauische Delegation auf dem Haddsch nach Mekka.
Von 1974 bis 1976 leitete er das Gesundheitswesen in der Provinz Oued ed Dahab-Lagouira in Spanisch-Sahara. Von 1976 bis 1977 war er im Büro des marokkanischen Premierministers beschäftigt. Von 1977 bis 1979 war er im Gesundheitsministerium beschäftigt. Von 1979 bis 1980 leitete er das Gesundheitswesen in der Provinz Oued Dahab. Von 1980 bis 1985 leitete er das Gesundheitswesen von Tanger. Von 1985 bis 1992 war er marokkanischer Generalkonsul auf den kanarischen Inseln. Von 1992 bis 1997 war er Botschafter und außerordentlicher Bevollmächtigter des Sultans von Marokko in Mauretanien.
Von 1997 bis November 1999 war er mit diplomatischen Missionen des marokkanischen Außenministeriums betraut.
Vom 12. November 1999 bis Mitte Januar 2009 war er Botschafter in Venezuela. Im Januar 2009 wurde sein Amtssitz in die Dominikanische Republik verlegt.